# WWE Worlds Collide
WWE Worlds Collide (também conhecido como NXT Worlds Collide) é uma série de eventos de luta profissional produzida pela WWE, uma promoção de wrestling profissional baseada nos Estados Unidos. Estabelecido em 2019, o conceito é a competição intermarcas entre as várias divisões de marcas da WWE. Embora o evento seja realizado principalmente para os territórios de desenvolvimento da WWE, NXT e o antigo NXT UK, outras marcas também foram apresentadas. O evento foi interrompido após o evento de 2020, mas retornou em 2022. Após outro hiato de três anos, o evento retornará em junho de 2025 e será realizado com a Lucha Libre AAA Worldwide do México, adquirida pela WWE em abril de 2025.
O primeiro evento foi realizado como um torneio no início de 2019 e contou com lutadores do NXT, NXT UK e o agora extinto 205 Live. Em abril daquele ano, Worlds Collide foi realizada como uma série de televisão de streaming de quatro episódios. Além das outras três marcas, esta série também contou com lutadores das principais marcas da WWE, Raw e SmackDown. Um segundo evento singular foi realizado em 2020, mas contou apenas com lutadores do NXT e NXT UK. O evento de 2022 foi novamente realizado principalmente para o NXT e o NXT UK, mas também com alguns lutadores do Raw e SmackDown participando. O evento de 2025 será realizado entre NXT e AAA.

## História
No início de janeiro de 2019, a WWE anunciou que iria sediar um torneio intermarcas durante o fim de semana do Royal Rumble pay-per-view daquele ano e que seria transmitido na WWE Network. O torneio foi um evento de dois dias, realizado nos dias 26 e 27 de janeiro no Phoenix Convention Center em Phoenix, Arizona, e exibido em delay de fita como uma transmissão única em 2 de fevereiro. O evento sediou um torneio de eliminação única de 15 homens, chamado Worlds Collide Tournament, que foi dividido igualmente entre as marcas NXT, NXT UK e 205 Live. O vencedor do torneio recebeu uma luta futura por um título de sua escolha, com as escolhas sendo o Campeonato do NXT, o Campeonato Norte Americano do NXT, o Campeonato do Reino Unido da WWE do NXT UK e o Campeonato Cruiserweightda WWE do 205 Live (o último sendo apenas uma opção se o vencedor estava dentro do limite de peso de 205 lb).
Em 28 de março de 2019, a WWE anunciou que o Worlds Collide retornaria durante o festival WrestleMania Axxess de abril. Além das três marcas apresentadas anteriormente no especial Worlds Collide, lutadores das marcas Raw e SmackDown também participariam dos eventos. Em 9 de abril, a WWE anunciou que os eventos Worlds Collide iriam ao ar como uma série de quatro episódios na WWE Network, começando em 14 de abril.
Durante os anúncios do fim de semana do Royal Rumble 2020 da WWE, a WWE revelou que outro evento Worlds Collide seria transmitido ao vivo na WWE Network em 25 de janeiro de 2020 e transmitido do Toyota Center em Houston, Texas, embora, ao contrário do primeiro evento, apresentaria apenas o marcas NXT e NXT UK e não também 205 Live (que cessaria as operações em fevereiro de 2022). Também ao contrário do primeiro evento, não houve um Worlds Collide Tournament com uma futura oportunidade de campeonato em jogo. Em vez disso, as lutas do card eram lutas entre marcas, colocando lutadores do NXT contra os do NXT UK.
O Worlds Collide foi discretamente cancelado sem que um evento fosse agendado para 2021. Em outubro, a empresa revelou seu calendário de eventos para 2022, e o Worlds Collide não foi incluído. Antes disso, o NXT passou por uma reestruturação, sendo renomeado como "NXT 2.0", revertendo para um território de desenvolvimento para a WWE. No entanto, em 18 de agosto de 2022, a WWE anunciou o retorno do Worlds Collide, programado para 4 de setembro, e apresentaria principalmente NXT e NXT UK. O anúncio também confirmou que o Worlds Collide de 2022 seria o evento final do NXT UK; após o evento, a marca fez um hiato e será relançada como NXT Europe em 2023. No evento de 2022, todos os campeonatos do NXT UK (exceto o Copa Heritage do NXT UK) foram unificados em seus respectivos títulos do NXT. Além da WWE Network nos mercados internacionais, estava disponível para transmissão ao vivo no Peacock nos Estados Unidos (como a American WWE Network se fundiu sob Peacock em março de 2021). O evento de 2022 também foi o último grande evento para o NXT, no qual a marca ainda era chamada de "NXT 2.0", já que logo após o evento, o termo "2.0" foi abandonado.

## Eventos
| 1                                                 | Worlds Collide (2019)       | 26 e 27 de janeiro de 2019 (exibido 2 de fevereiro de 2019)      | Phoenix, Arizona      | Phoenix Convention Center | Velveteen Dream vs Tyler Bate na final do torneio Worlds Collide | [ 1 ]         |
| 2                                                 | WWE Worlds Collide (series) | 6 e 7 de abril de 2019 (exibido 14 de abril a 1 de maio de 2019) | Brooklyn, Nova Iorque | Pier 12                   | 14 de abril: Tyler Breeze (Raw) vs. Roderick Strong (NXT) | [ 6 ]         |
| 2                                                 | WWE Worlds Collide (series) | 6 e 7 de abril de 2019 (exibido 14 de abril a 1 de maio de 2019) | Brooklyn, Nova Iorque | Pier 12                   | 17 de abril: Jordan Devlin (NXT UK) vs. Akira Tozawa (205 ao vivo) | [ 6 ]         |
| 2                                                 | WWE Worlds Collide (series) | 6 e 7 de abril de 2019 (exibido 14 de abril a 1 de maio de 2019) | Brooklyn, Nova Iorque | Pier 12                   | 24 de abril: Nikki Cross (SmackDown) vs. Bianca Belair (NXT) vs. Toni Storm (NXT UK) em uma luta triple threat                                                            | [ 6 ]         |
| 2                                                 | WWE Worlds Collide (series) | 6 e 7 de abril de 2019 (exibido 14 de abril a 1 de maio de 2019) | Brooklyn, Nova Iorque | Pier 12                   | 1º de maio: Battle Royal intermarca de 20 homens | [ 6 ]         |
| 3                                                 | Worlds Collide (2020)       | 25 de janeiro de 2020                                            | Houston, Texas        | Toyota Center             | The Undisputed Era do NXT (Adam Cole, Kyle O'Reilly, Bobby Fish e Roderick Strong) contra o Imperium do NXT UK (Walter, Fabian Aichner, Marcel Barthel e Alexander Wolfe) | [ 9 ]         |
| 4                                                 | Worlds Collide (2022)       | 4 de setembro de 2022                                            | Orlando, Flórida      | WWE Performance Center    | Bron Breakker (NXT) vs. Tyler Bate (NXT UK) para unificar o Campeonato do NXT e o Campeonato do NXT UK                                                                    | [ 15 ] [ 16 ] |
| 5                                                 | Worlds Collide (2025)       | 7 de junho de 2025                                               | Inglewood, Califórnia | Kia Forum                 | El Hijo del Vikingo (AAA) (c) vs. Chad Gable (Raw) pelo Mega Campeonato da AAA                                                                                            | [ 17 ]        |
| (c) – refere-se ao(s) campeão(s) indo para a luta |                             |                                                                  |                       |                           | |               |